# Asus A10
Das Asus A10 oder nüvifone A10 ist ein Smartphone der Hersteller Garmin und Asus. Mit dem nüvifone A10 brachte Garmin-Asus 2010 sein zweites Handy nach dem Asus A50 auf der Grundlage der Android-Plattform auf den Markt.

## Hardware
Das A10 hat ein 3,2-Zoll-Touchscreen. Die Kamera unterstützt Geotagging. Sie sollte zuerst über eine Auflösung von 5 Megapixeln verfügen, diese wurde dann aber auf 3,2 Megapixel reduziert.

## Funktionen

### Navigation
Das nüvifone A10 nutzt die touchbasierte Garmin Navigation. Das Gerät kann gesprochene Richtungsanweisungen inklusive Ansage von Straßennamen und Berechnung der voraussichtlichen Ankunftszeit liefern. Points-of-Interest sind in der vorinstallierten Datenbank des nüvifone A10 abrufbar.

### Telefonie
Das Gerät unterstützt Telefonie im 2G- sowie im 3G-Netz.

### Multimedia
Das nüvifone A10 verfügt über eine Vielzahl von Multimediafunktionen. Der Musik- und Videoplayer unterstützt z. B. MP3, WMA und Videoformate wie z. B. MP4, WMV. Die 3,2-Megapixel-Kamera steht mit Autofokus zur Aufnahme von Bildern und Videos zur Verfügung.